# Viết hoa tất cả các chữ cái

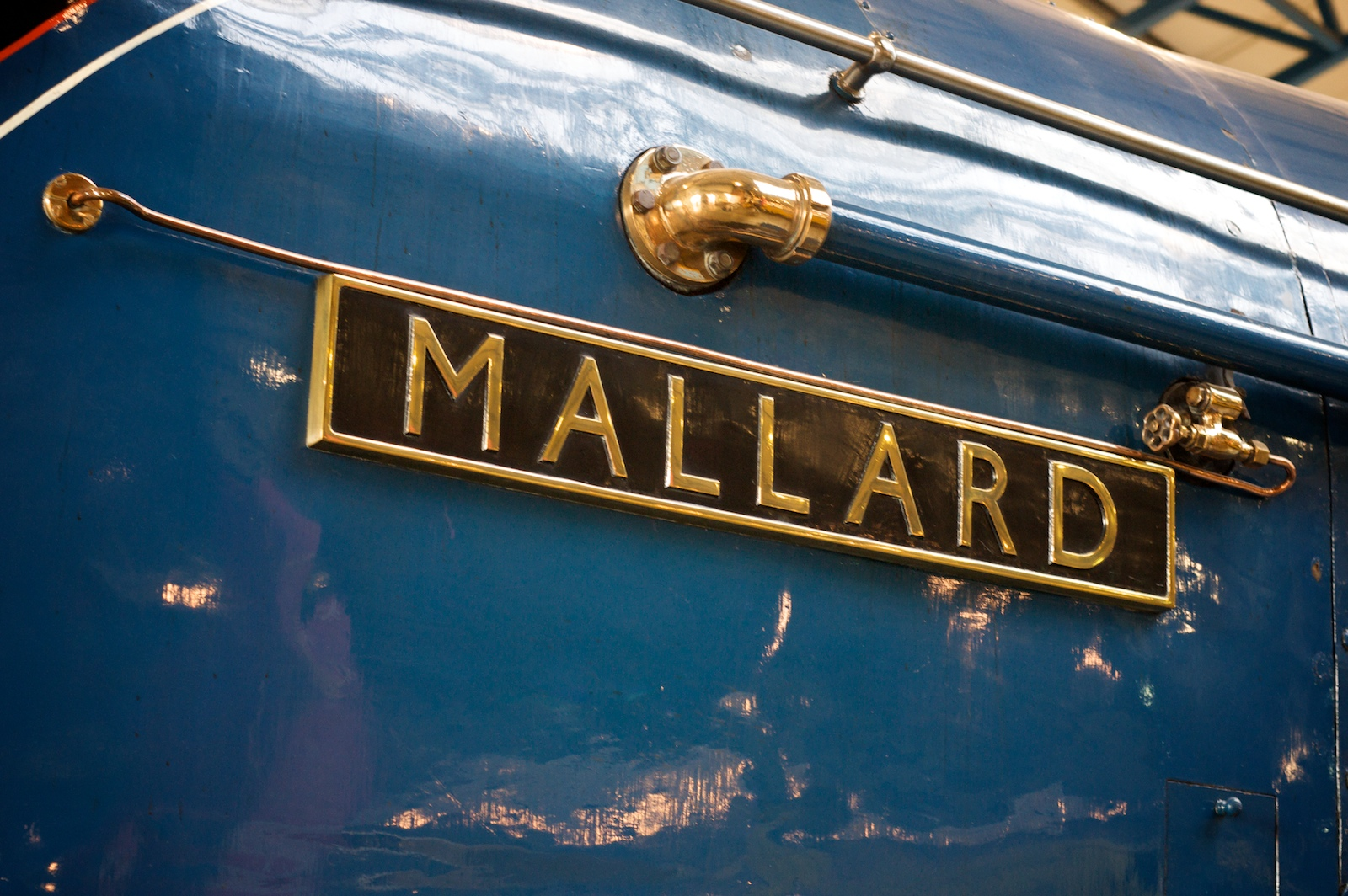
Tên của một đầu máy xe lửa với tất cả chữ cái đều viết hoa.

Trong typography, viết hoa tất cả các chữ cái (hay còn gọi là viết hoa tất cả các ký tự, tiếng Anh: all caps, viết tắt của "all capitals") đề cập đến một văn bản hay kiểu chữ mà theo đó tất cả ký tự đều được viết hoa, ví dụ: 
TẤT CẢ CHỮ CÁI DÒNG NÀY ĐỀU ĐƯỢC VIẾT HOA.
Thuật ngữ này còn có thể dùng với ý nghĩa nhấn mạnh (đối với một từ hay một cụm từ). Viết hoa tất cả chữ cái thường thấy ở nhiều tài liệu hợp pháp, tiêu đề của các cuốn sách, tiêu đề quảng cáo và tin tức hằng ngày. Các chuỗi từ ngắn viết hoa xuất hiện đậm hơn và to hơn các trường hợp viết hỗn hợp (viết hoa kết hợp với viết thường), và đôi khi điều này thể hiện một biểu cảm "khóc lóc" hoặc "la hét" trong các đoạn văn bản. Viết hoa tất cả các chữ cái cũng có thể được sử dụng để chỉ ra rằng một từ đã cho là một acronym. Ví dụ "ASEAN" là cụm từ viết hoa tất cả chữ cái của "Association of Southeast Asian Nations".